# Ridgewood (del av en befolkad plats)
Ridgewood är en del av en befolkad plats i Australien. Den ligger i kommunen Wanneroo och delstaten Western Australia, omkring 35 kilometer norr om delstatshuvudstaden Perth. Antalet invånare är 1 292.
Runt Ridgewood är det mycket tätbefolkat, med 1 411 invånare per kvadratkilometer.. Närmaste större samhälle är Quinns Rocks, nära Ridgewood. 
Genomsnittlig årsnederbörd är 820 millimeter. Den regnigaste månaden är juli, med i genomsnitt 142 mm nederbörd, och den torraste är januari, med 11 mm nederbörd.